# Anna Heringer
Anna Heringer (Rosenheim, Alemania, 13 de octubre de 1977) es una arquitecta alemana conocida por haber desarrollado una arquitectura sostenible principalmente en países como Bangladés o Marruecos.

## Biografía

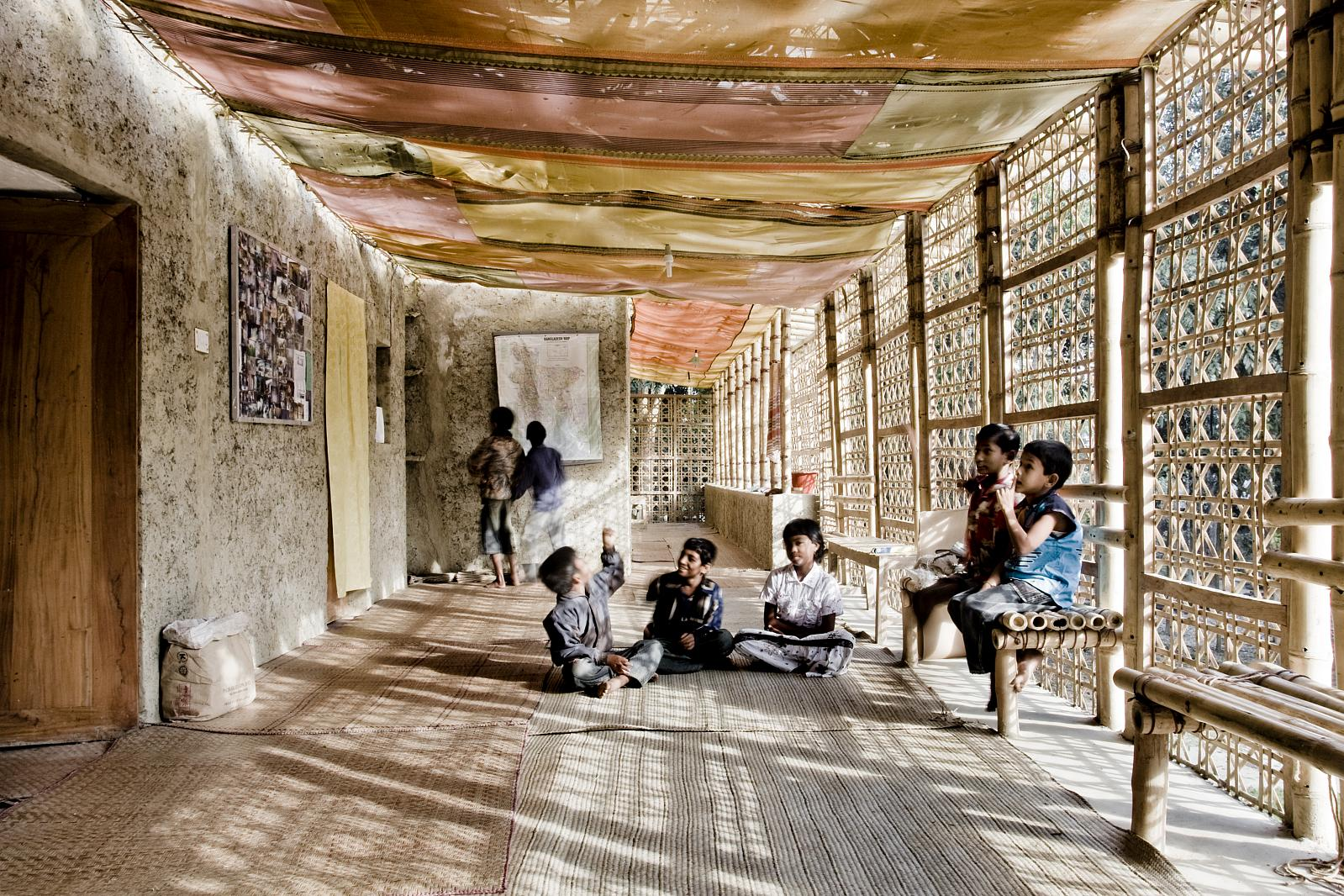
Escuela METI en Rudrapur.

Estudió arquitectura en la Universidad de Arte y Diseño de Linz, en Austria, donde se graduó en 2004. Tras finalizar, comenzó a trabajar en un proyecto para la construcción de una escuela en Rudrapur, en Bangladés, donde vivió un año. Es aquí donde germinó su interés por la arquitectura de desarrollo sostenible, en estrecha colaboración con la ONG Dipshikha. Se encargó de recaudar fondos para poder llevar a cabo la ejecución, y fue ayudada por miembros de la comunidad local durante el proceso constructivo. Emplearon barro y bambú, materiales tradicionales de la zona, además de seguir con los sistemas constructivos autóctonos, preparando todo ello de cara al futuro. El proyecto fue finalizado en 2005.
Otros de sus proyectos se desarrollan en el mismo Bangladés, como la DESI, una escuela de formación profesional para electricistas, la cual fue concluida en 2008 y que cuenta con la característica de estar alimentada por energía solar y por ser la primera estructura de barro construida que cuenta con suministro de agua corriente, o el Centro de Capacitación para la Sostenibilidad en Marrakech, finalizado en 2010 y construido utilizando tierra, madera y cerámica.
Sus trabajos han sido expuestos en el MoMA de Nueva York, en la Ciudad de la Arquitectura y del Patrimonio de París, el MAM de Sao Paulo, el Museo ICO en Madrid o en la Bienal de Venecia, entre otros. Asimismo, ha impartido conferencias en diferentes universidades como la ETSAM o la Universidad de Yale.
Recientemente ha diseñado algunos de los edificios para la Bienal Internacional de Longquan, en China, un evento en el que se invita a arquitectos de talla internacional para construir edificios habitables en un espacio cultural e históricamente relevante.

## Premios
- 2007, Premio Aga Khan de Arquitectura
- 2009, Premio de Diseño Curry Stone
- 2011, Bronce para África y Medio Oriente, Concurso Regional Holcim, por el Centro de Formación en Marrakech.
- 2011, Premio Global de Arquitectura sostenible.[7][8]